# Tanala
Tanala, jedan od 18 naroda Madagaskara, s 952 000 pripadnika (3,8% stanovnika države), koji žive u šumskom pojasu na jugoistoku zemlje uz Indijski ocean. Njihovo ime na malgaškom jeziku znači ljudi iz šume. Kao i većinski Merine govore malgaškim makrojezikom, ali svojim posebnim dijalektom. Pretežno ispovijedaju kršćanstvo i animizam.

## Povijest
Iako je danas naizgled teško pronaći razloge zašto su francuski antropolozi izmislili toliko brojne malgaške etničke skupine (osim ako se nisu rukovodili onom divide et impera), danas čak i vođe Madagaskara priznaju da je u slučaju Tanala to ipak bilo točno. Oni su doista posebna etnička skupina, iako žive podijeljeni u dvije podskupine. Menabe su na planinskim sjeveru, a Ikongo prema jugu. Tanale su jedan od rijetkih malgaških naroda koje Merine nisu uspjeli pokoriti početkom 19. stoljeća. Ostali su neovisni sve do francuske kolonizacije otoka.

## Geografska rasprostranjenost
Tanale naseljavaju šume na jugoistoku otoka, između obale Indijskog oceana i visoravni Antemoro na kojoj žive Betsileji. Naseljeni su i uz doline rijeka Nosivolo (pritoka Mangora, Matitana i Ambahive). Vješti su drvosječe, skupljači hrane i lovci.
Danas su većinom ratari koji svoje oranice dobivaju tako da spale šumu, a na njima uzgajaju kavu, krumpir, kukuruz i rižu.

## Običaji
Tanale su majstori tradicionalne medicine, njihovi ljekarnici poznaju ljekovite vrijednosti nekoliko stotina biljnih vrsta.
Njihova naselja organizirana su prema strogom hijerarhijskom redu. Stariji članovi zajednice imaju kuće na vrhu brda, a najmlađi na dnu. Sredina je uobičajeno prazna, predodređena za sastanke seljaka.

## Vanjske poveznice
- Tanala